# Vườn Gethsemani

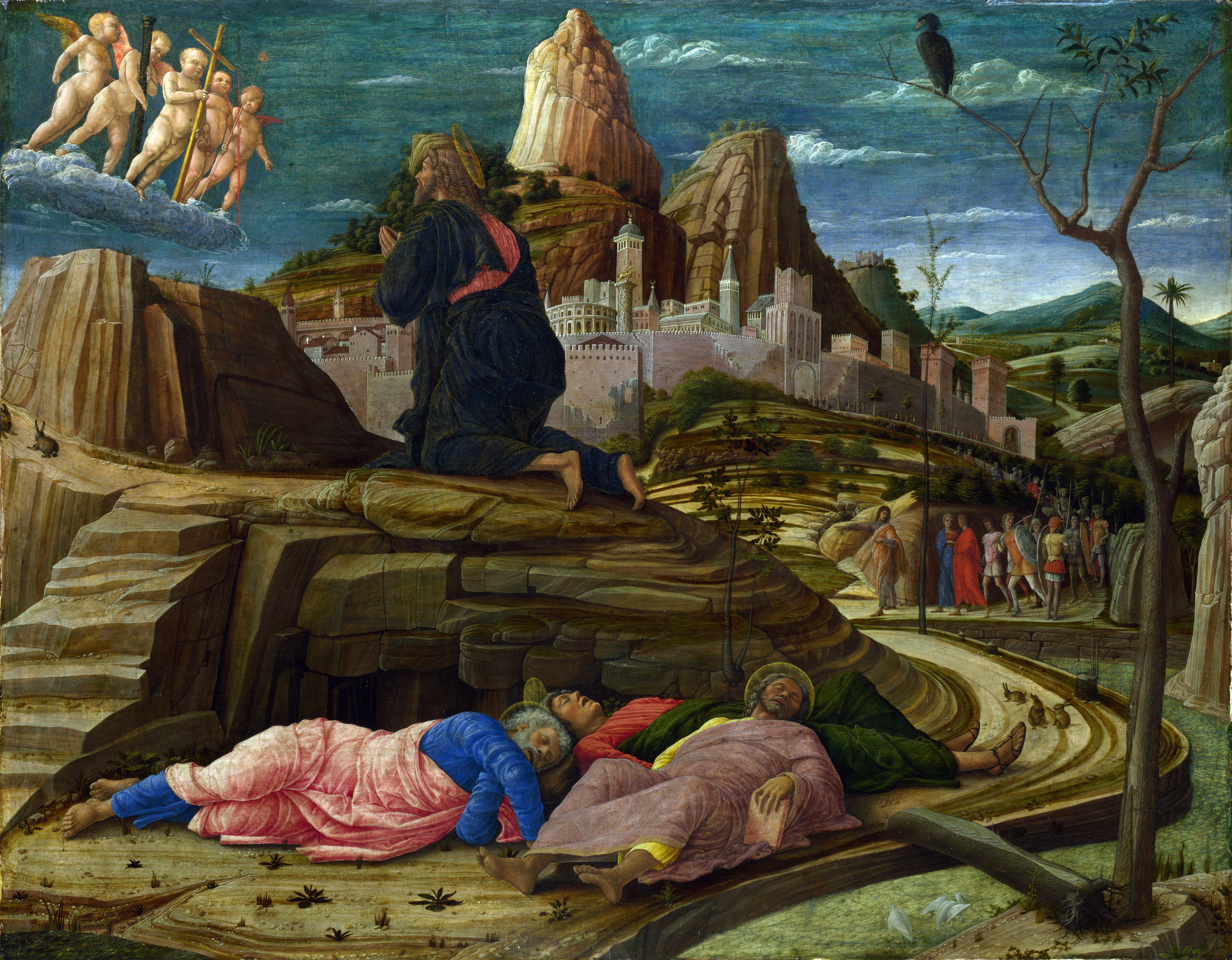
Tranh Agony in the Garden (Sự hấp hối trong vườn) của Andrea Mantegna, khoảng năm 1460, mô tả chúa Giêsu trong vườn Gethsemani

Vườn Gethsemani hay vườn Cây Dầu, vườn Nhiệt, vườn Giệtsêmani (Tiếng Hy Lạp ΓεΘσημανἰ, Gethsēmani 'Tiếng Hê-brơ:גת שמנים, Tiếng Assyria ܓܕܣܡܢ, Gat Šmānê, đọc là Ghết-sê-ma-ni, nghĩa chính: "sự ép dầu") là một vườn dưới chân núi Ôliu ở Jerusalem, nổi tiếng vì là nơi Chúa Giêsu và các tông đồ đã cầu nguyện trong đêm trước khi Ngài bị bắt đem đi đóng đinh vào thập giá.

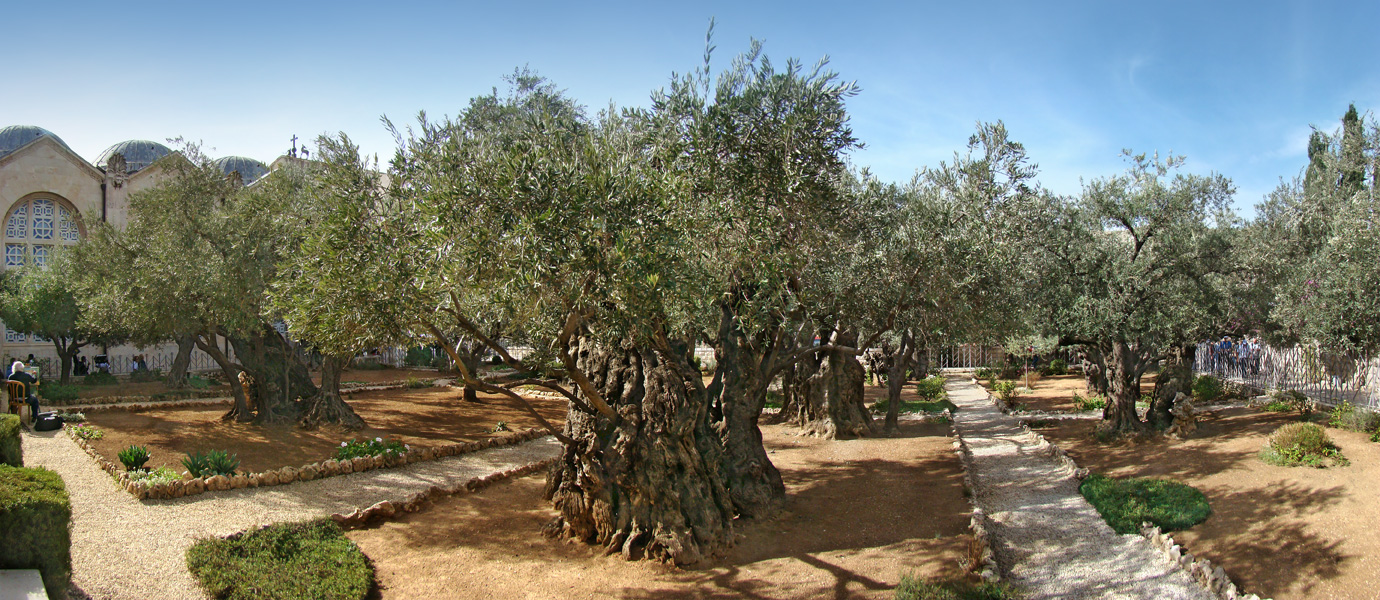
Vườn Gethsemani

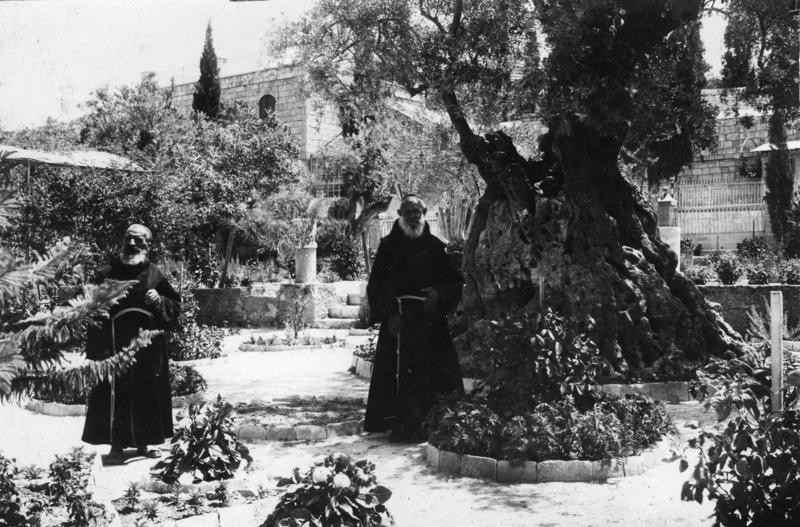
Vườn Gethsemani, năm 1914

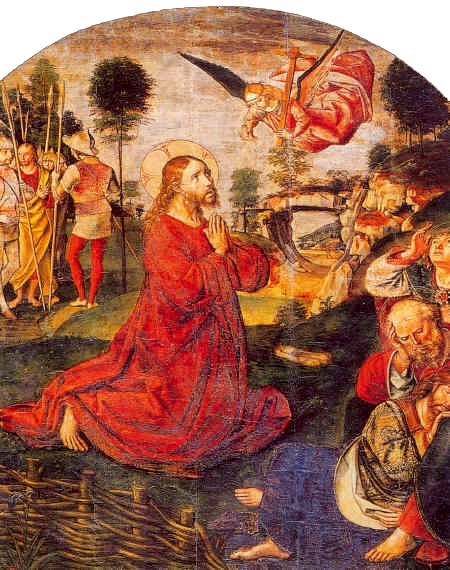
Chúa Giêsu cầu nguyện trong vườn Getsemani, tranh của Pedro Berruguete khoảng 1450-1504

## Từ nguyên
Gethsemani trong Phúc âm Matthew bản tiếng Hy Lạp và Phúc âm Mark là Γεθσημανἱ (Gethsēmani). Tên phái sinh từ tiếng Assyrian ܓܕܣܡܢ (Gaṯ-Šmānê), nghĩa là "việc ép dầu". Phúc âm Mátthêu (Mt.26:36) và phúc âm Mark (Mt.14:32) gọi nó là χωρἰον (18:1), một nơi (place) hoặc đất đai (estate). Phúc âm John nói chúa Giêsu vào trong vườn (κῆπος) cùng các môn đệ.

## Vị trí
Trong truyền thuyết, vườn Gethsemane nằm ở chỗ dốc thấp của núi Olives. Theo Tân Ước, đó là nơi chúa Giêsu và các tông đồ thường đến thăm, do đó giúp cho Judas dễ tìm ông khi dẫn người Do Thái tới bắt giữ ông ở đây. Từ trên cao nhìn xuống vườn là Nhà thờ mọi Dân tộc (Church of All Nations), cũng gọi là Nhà thờ hấp hối (Church of the Agony), xây trên chỗ một nhà thờ cũ bị đế quốc Sassanid phá hủy năm 614, và một nhà thờ của quân Thập tự chinh bị phá hủy năm 1219. Gần bên là Nhà thờ thánh Maria Magdalena của Chính Thống giáo Nga với các vòm nóc dạng củ hành màu vàng (kiểu Đông La Mã/Nga), do Nga hoàng Aleksandr III xây dựng để tưởng niệm mẹ mình.

## Nơi hành hương
Theo Phúc âm Luke (Lk.22:43), sự thống khổ của chúa Giêsu trong vườn Gethsemani quá sâu xa đến nỗi "mồ hôi của Ngài giống như những giọt máu lớn rơi xuống mặt đất". Theo truyền thống của Giáo hội Chính thống giáo Đông phương, vườn Gethsemani là nơi Đức Trinh nữ Maria được mai táng và được đưa về trời sau khi từ trần trên núi Zion. Vườn Gethsemani trở thành trung tâm cho các người hành hương Kitô giáo từ buổi đầu. Năm 333 (sau CN), vườn đã được "người hành hương Bordeaux" nặc danh tới thăm, người đã viết Itinerarium Burdigalense là bản mô tả sớm nhất do một du khách Kitô giáo để lại trên đất Thánh. Trong Onomasticon, Eusebius of Caesarea ghi vườn Gethsemani nằm "ở chân núi Olives", và ghi thêm "những người ngoan đạo có thói quen tới đây để cầu nguyện". Các cây olive thời xưa mọc trong vườn được nói là đã 900 năm.

## Sách
- Metzeger, Bruce M. (ed) (1993). The Oxford Companion to the Bible. , Michael D. Coogan (ed). Oxford, UK: Oxford University Press. ISBN 0-19-504645-5. {{Chú thích sách}}: |first= có tên chung (trợ giúp)